# Сиум
Сиум — царь гутиев, правил приблизительно в 2116 — 2109 годах до н. э. Найдена надпись в Умме, в которой он называет себя «могущественным царём гутиев». Правил 7 лет.
| Династия гутиев           |                                      |                   |
| Предшественник: Ярлаганда | царь гутиев ок. 2116 — 2109 до н. э. | Преемник: Тирикан |